# Championnat d'Europe de beach soccer 1998
Navigation
1999
L'Euro Beach Soccer League 1998 est la 1re édition de l'Euro Beach Soccer League, la plus importante compétition européenne de beach soccer.
L'Allemagne remporte cette première édition.

## Tournoi

### Étape 1
La première épreuve se déroule à Syracuse en Italie le 6 et 7 juin. Elle est remportée par l'équipe d'Italie.
- Demi-finales :
  - Allemagne  8-5  Espagne
  - Italie  6-2  Suisse
- 3e place : Espagne  9-1  Suisse
- Finale : Italie  7-3  Allemagne

### Étape 2
La seconde étape a lieu à Zurich en Suisse le 4 et 5 juillet. Elle est remportée par l'Allemagne.
- Demi-finales :
  - Allemagne  6-5 ap  Portugal
  - Suisse  4-2  Italie
- 3e place : Portugal  7-6  Italie
- Finale : Suisse  ?-?  Allemagne

### Étape 3
La 3e étape a lieu en Yougoslavie le 18 et 19 juillet. Elle est remportée par l'équipe de France.
- Demi-finales :
  - Espagne  4-3  Portugal
  -  Yougoslavie 4-6  France
- 3e place :  Yougoslavie 7-4  Portugal
- Finale : France  4-4 (1-0)  Espagne

### Étape 4
La 4e étape a lieu à Alicante le 25 et 26 juillet. L'Italie remporte sa seconde étape.
- Demi-finales :
  - Italie  4-3 ap  France
  -  Yougoslavie 3-2 ap  Espagne
- 3e place : France  4-7  Espagne
- Finale : Italie  6-1  Yougoslavie

### Étape 5
La 5e étape a lieu à Lübeck le 1er et 2 août. Le pays hôte remporte une seconde épreuve.
- Demi-finales :
  - Allemagne  7-2  Suisse
  - Italie  4-3  France
- 3e place : France  7-5  Suisse
- Finale : Italie  3-5  Allemagne

### Étape 6
La 6e étape a lieu à Figueira da Foz le 3 et 4 août. Le Portugal remporte l'étape.
- Demi-finales :
  - Portugal  5-0  Suisse
  -  Yougoslavie 1-4  Espagne
- 3e place :  Yougoslavie 7-6  Suisse
- Finale : Portugal  6-4  Espagne

### Étape 7
La 7e étape a lieu à Monaco le 19 et 20 septembre. Le Portugal remporte sa seconde étape.
- Demi-finales :
  - Portugal  ?-?  France/ Allemagne
  -  Yougoslavie ?-?  France/ Allemagne
- 3e place : Allemagne  7-6  France
- Finale :  Yougoslavie 2-3  Portugal

## Classement final
Un bonus de trois points est ajouté pour une victoire d'étape et deux points pour le finaliste. 
| Équipe      | J | V | V+ | D | Bp | Bc | +/- | Pts       |
| ----------- | - | - | -- | - | -- | -- | --- | --------- |
| Allemagne   | 8 | 5 | 1  | 2 | ?  | ?  | ?   | 25 (17+8) |
| Italie      | 8 | 4 | 1  | 3 | 38 | 28 | +10 | 22 (14+8) |
| Portugal    | 8 | 5 | 0  | 3 | ?  | ?  | ?   | 21 (15+6) |
| Espagne     | 8 | 4 | 0  | 4 | 39 | 30 | +9  | 16 (12+4) |
| Yougoslavie | 8 | 3 | 1  | 4 | ?  | ?  | ?   | 15 (11+4) |
| France      | 8 | 2 | 1  | 5 | ?  | ?  | ?   | 11 (8+3)  |
| Suisse      | 8 | 1 | 0  | 7 | ?  | ?  | ?   | 5 (3+2)   |

- Meilleur joueur:  Amarelle
- Meilleur buteur:  Amarelle